# Свободный офис
Свободный офис — набор офисных приложений, работающих под управлением Microsoft Windows и Linux, рассчитанных на широкое применение в домашних, офисных и корпоративных системах. Позиционируется как альтернатива коммерческим проприетарным приложениям.
Свободный офис выпускается на 2 компакт-дисках. В состав пакета входят офисные программы (OpenOffice.org), интернет-браузер (Firefox), почтовая программа (Thunderbird), SeaMonkey, система управления базами данных (MySQL), графический редактор (GIMP), программа вёрстки (Scribus), календарь-органайзер (Sunbird), векторный редактор (Inkscape), архиватор (7-Zip), клиенты обмена сообщениями, а также сопутствующие пакету среда выполнения Java-приложений, Adobe Reader.
Кроме того, пакет комплектуется руководством пользователя в электронном виде, печатной документацией и технический поддержкой в течение 1-2 месяцев.

## Выпуски Свободного офиса
- Выпуск 1 (июнь 2002)[2]
- Выпуск 2
- Выпуск 3 (июль 2006 г.)
- Выпуск 4[3]
- Выпуск 5[4]
- Выпуск 6 (декабрь 2008 г.)
- Выпуск 7 (март 2010 г.)[5]
- Выпуск 8 (май 2011 г.)[6]
- Выпуск 9 (декабрь 2012 г.)[7]